# Nolwenn Lemesle
Nolwenn Lemesle   (Le Minihic-sur-Rance, 1978) és una directora de cinema i guionista francesa.

## Trajectòria
Nolwenn Lemesle va completar els seus estudis secundaris a Sant-Maloù. Després va estudiar arts escèniques i una llicenciatura en estudis cinematogràfics i audiovisuals a la Universitat de l'Alta Bretanya abans d'obtenir un màster en guió a la Universitat de París I Panteó-Sorbona.
Després d'escriure i dirigir diversos curtmetratges, entre ells Poids plume (produït pel Groupe de recherches et d'essais cinématographiques) que va guanyar el premi Beaumarchais al Festival international de films de femmes de Créteil, va escriure i dirigir la seva primera pel·lícula, Des morceaux de moi, el 2012, amb Adèle Exarchopoulos, Zabou Breitman i Tchéky Karyo. Per aquest primer llargmetratge, va guanyar el Bayard d'or a la millor òpera primera al Festival Internacional de Cinema Francòfon de Namur.
L'any 2020 va fer una segona pel·lícula per a televisió, a petició d'Arte France, sobre el tema de l'adolescència titulada Les hereves, escrita per Johanna Goldschmidt i Laure-Elisabeth Bourdaud. Aquest llargmetratge social i polític compara la vida quotidiana dels adolescents privilegiats i els dels suburbis.